# فرخنده زهرا نادری

فرخنده زهرا نادری فرزند سید منصور نادری (زاده فروردین ۱۳۶۰) سیاست‌مدار اهل افغانستان است. وی در سال ۱۳۸۹ میلادی وارد مجلس نمایندگان افغانستان شد. در سال ۱۳۹۵ به عنوان مشاور ارشد رئیس‌جمهور در امور بین‌الملل تعیین شد و در ۳ آذر/قوس ۱۳۹۷ از سمت خود استعفا داد.
فرخنده زهرا نادری تنها خانمی بود که در هر ۳ نشست صلح پاریس در سال‌های ۲۰۱۰ و ۲۰۱۲ شرکت کرد.
وی در سال ۲۰۱۲ به دلیل فعالیت‌های صلح جویانه‌اش از سوی برنامه عمران ملل متحد یا UNDP برنده جایزه صلح همان سال شناخته شد.
فرخنده یکی از خانم‌های افغانستان است که بخاطر فعالیت‌های حقوق بشری و دفاع از حقوق زنان افغانستان، شناخته شده است. او مدت ۵ سال در شورای ملی افغانستان، در کمیسیون زنان و حقوق بشر کار کرد. او همچنان در برنامه های دادخواهی برای قضایای که زنان در آن قربانی محسوب می‌شدند، سهم فعال و معنادار داشت. او باورمند بود که زنان میتوانند از طریق حضور در بالاترین سطوح قوای سه گانه، به تساوی حقوق دست یابند و در برابر بی عدالتی و نقض حقوق زنان مبارزه کنند. بدین ملحوظ، او برای عضویت یک زن در شورای عالی، دادگاه عالی (استره محکمه) کامپایان و مبارزاتی را به راه انداخت. یکی از دلایل حمایت او از رییس جمهور اشرف غنی در انتخابات ۲۰۱۴ این بود، که رییس جمهور باید یک کرزی را در شورای عالی قضات، برای زنان اختصاص دهد. در زمان ریاست جمهوری غنی، یک زن برای عضویت در دادگاه عالی نامزد شد، اما نتوانست رای لازم را از شورای ملی به‌دست آورد. 